# 哈罗德·詹姆斯·尼科尔森
哈罗德·詹姆斯·尼科尔森（英語：Harold James Nicholson，1950年11月17日—）是一名前美国中央情报局官员，曾两次因为俄罗斯对外情报局充当间谍而遭到判刑。